# بهمن أباد العليا (زرين دشت)
بهمن أباد العليا (بالفارسية: بهمن‌آباد علیا) هي مستوطنة تقع في إيران في قسم زرين دشت الريفي. يقدر عدد سكانها بـ 248 نسمة .